# Турецко-эмиратские отношения
Турецко-эмиратские отношения — двусторонние дипломатические отношения между Турцией и Объединёнными Арабскими Эмиратами (ОАЭ).

## История
Между странами налажены обширные культурные, военные и экономические связи. Однако, в последние годы отношения существенно ухудшились. В мае 2017 года посол ОАЭ в Соединённых Штатах Америки Юсеф аль-Отайба назвал Турцию и её президента Реджепа Эрдогана долгосрочной угрозой для ОАЭ и Соединённых Штатов.
В декабре 2017 года министр иностранных дел ОАЭ Абдалла ибн Заид Аль Нахайян написал в твиттере, что османский генерал ограбил Медину во времена Османской империи. Президент Турции Реджеп Тайип Эрдоган в ответ назвал Абдаллу ибн Заида нахальным человеком, которого избаловала нефть. Высокопоставленный дипломат ОАЭ Анвар Гаргаш сделал заявление о том, что cектантское и фанатичное мнение не является приемлемой альтернативой для Арабского мира, который не приемлет главенство Тегерана или Анкары.
В марте 2018 года Анвар Гаргаш заявил, что отношения между странами не в лучшем состоянии и призвал Турцию уважать арабский суверенитет, а также общаться со своими соседями с мудростью и рациональностью. В мае 2018 года Анвар Гаргаш призвал арабские страны сплотиться перед угрозой роста турецкого и иранского влияния на Ближнем Востоке.
Позднее отношения претерпели изменения. В ноябре 2021 года наследный принц Абу-Даби шейх Мухаммад ибн Заид совершил официальный визит в Анкару.
В феврале 2022 года Президент Турции Реджеп Тайип Эрдоган совершил официальный визит в ОАЭ. Визит стал первым визитом главы Турции в ОАЭ за 10 лет.

### Египетский кризис
Дипломатические отношения между двумя странами испортились из-за различных взглядов на Египетский кризис и его последствия. Турция поддерживает Братьев-мусульман, ОАЭ сделали ставку на военное правление при президенте Абдул-Фаттахе Халиле Ас-Сиси.

### Попытка военного переворота в Турции
Турция обвиняет власти ОАЭ в поддержке попытки государственного переворота в 2016 году. В июне 2017 года была опубликована утечка из электронной почты Юсефа аль-Отайбы, подтверждающая обоснованность этих обвинений.

### Катарский дипломатический кризис
Власти ОАЭ критически оценивают поддержку Турцией Катара во время дипломатического кризиса.

### Гражданская война в Сирии
В августе 2017 года ОАЭ обвинили Турцию в колониальном и соперническом поведении, а также в нарушении суверенитета Сирии после начала операции «Щит Евфрата». ОАЭ оказали поддержку Демократическим силам Сирии в которых большинство бойцов составляют этнические курды, борющиеся против турецких войск в северной Сирии. Турция обвинила ОАЭ в том, что они также поддерживают Рабочую партию Курдистана в её конфликте с турецким правительством.

### Гражданская война в Йемене
В мае 2018 года Турция выразила озабоченность по поводу развертывания войск ОАЭ на Сокотре без предварительного уведомления правительства Йемена. Турция считает, что войска ОАЭ представляют собой новую угрозу территориальной целостности и суверенитету Йемена.

## Торговля
В 2008 году объём товарооборота между странами составил сумму 9 млрд. долларов США, увеличившись за 7 лет на 800 %. Турция являлась одним из крупнейших поставщиков товаров в ОАЭ с 2004 по 2008 годы. Экспорт ОАЭ в Турцию за этот период увеличился в 6 раз. В 2009 году авиакомпания Etihad Airways совершала авиарейсы в Стамбул 4 раза в неделю, что было вызвано увеличением пассажиропотока.
В 2008 году эмиратские бизнесмены активно инвестировали в недвижимость Турции в рамках программы приватизации. В 2010 году страны взяли на себя обязательства по развитию коммерческих отношений и общих проектов, а также определить возможные области дальнейшего сотрудничества.

## Дипломатические представительства
- Турция имеет посольство в Абу-Даби[21].
- У ОАЭ имеется посольство в Анкаре[22].